# Jakob Bürgler
Jakob Bürgler (* 13. August 1967 in Lienz) ist ein österreichischer römisch-katholischer Priester. Er war von 2016 bis 2017 Diözesanadministrator der Diözese Innsbruck.

## Leben
Nach der Matura 1985 am Gymnasium Lienz studierte Bürgler bis 1992 Philosophie und Theologie an der Universität Innsbruck (Mag. theol.). 1992 arbeitete er als journalistischer Mitarbeiter bei der Kirchenzeitung der Diözese Innsbruck. Anschließend lebte er für ein Jahr bei der ökumenischen Communauté de Taizé in Frankreich.  Nach seiner Priesterweihe am 12. Juni 1994 im Innsbrucker Dom durch den Innsbrucker Bischof Reinhold Stecher war er zwei Jahre Kooperator in St. Nikolaus in Hall in Tirol und von 1996 bis 2005 Volksschullehrer und Pfarrer in St. Martin in Wängle und Pfarrmoderator in Lechaschau.
Manfred Scheuer, Bischof des Bistums Innsbruck, bestellte ihn am 1. September 2005 zu seinem Generalvikar und damit zum Nachfolger von Ernst Jäger. Bürgler ist zudem Vorsitzender des Priesterrates der Diözese Innsbruck. Am 12. September 2005 wurde er im Dom zu St. Jakob von Diözesanbischof Manfred Scheuer feierlich in sein neues Amt eingeführt. Er wurde 2007 von Papst Benedikt XVI. als Päpstlicher Ehrenkaplan in die Päpstliche Familie aufgenommen.
Seit 2013 ist Jakob Bürgler Ehrenmitglied der katholischen Studentenverbindung Teutonia Innsbruck im Mittelschüler-Kartell-Verband und fungiert seitdem als Verbindungsseelsorger.
Jakob Bürgler engagiert sich für zahlreiche Sozialprojekte im Heiligen Land. 2015 wurde er vom Kardinal-Großmeister Edwin Frederick Kardinal O’Brien zum Ritter des Ritterordens vom Heiligen Grab zu Jerusalem ernannt und am 26. September 2015 in der Stadtpfarrkirche St. Martin in Dornbirn durch den Propst des Stiftes Herzogenburg, Maximilian Fürnsinn CanReg, Ehrengroßprior der österreichischen Statthalterei, in den Päpstlichen Laienorden investiert.
Am 18. Jänner 2016 wurde er vom Konsultorenkollegium zum Diözesanadministrator gewählt. Er übte dieses Amt aus, bis  Hermann Glettler am 2. Dezember 2017 Bischof von Innsbruck wurde.
Hermann Glettler ernannte ihn zum Bischofsvikar für Missionarische Pastoral. Er leitet den Pastoralen Bereich ZUKUNFT.glauben und ist zugleich Hochschulseelsorger der Innsbrucker Universitäten.
Jakob Bürglers Bruder Bernhard Bürgler SJ ist früherer Provinzial des Jesuitenordens in Österreich und seit 2021 Provinzial der zentraleuropäischen Jesuitenprovinz; seine Schwester Maria war langjährige Leiterin des Bildungshauses Osttirol.

## Schriften
- Botschaft der Natur, Tyrolia Verlagsanstalt 2003, ISBN 978-3-7022-2530-8, zusammen mit Alfred Waldner